# Henrik Dalsgaard
Henrik Dalsgaard (ur. 27 lipca 1989 w Roum) – duński piłkarz występujący na pozycji obrońcy w Aarhus GF. Reprezentant Danii.

## Kariera klubowa
Dalsgaard od 2009 występował w klubie Aalborg BK. W Superligaen zadebiutował 11 maja 2009 w zremisowanym 1:1 spotkaniu z Aarhus GF. Pierwszą bramkę w lidze duńskiej zdobył 31 maja 2009 w meczu z FC Nordsjælland (2:2). W sezonie 2013/14 wywalczył mistrzostwo oraz Puchar Danii. Na początku 2016 przeszedł do belgijskiego SV Zulte Waregem. W 2017 zdobył Puchar Belgii. W tym samym roku został zawodnikiem Brentford. W EFL Championship zadebiutował 5 sierpnia 2017 w przegranym 0:1 spotkaniu z Sheffield United. W tych rozgrywkach pierwszego gola strzelił 10 kwietnia 2018 w wygranym 1:0 meczu z Nottingham Forest. W sezonie 2020/21 wywalczył wraz z drużyną awans do Premier League po barażach. 
Latem 2021 przeszedł do FC Midtjylland, z którym podpisał trzyletni kontrakt. Wiosną 2023 po odejściu Erika Sviatchenki został kapitanem zespołu. Zdobył z nim w 2022 Puchar Danii, a dwa lata później mistrzostwo kraju. 27 maja 2024 Aarhus GF ogłosił podpisanie kontraktu z Dalsgaardem na jeden sezon.

## Kariera reprezentacyjna
Dalsgaard występował w młodzieżowych reprezentacjach Danii. W pierwszej reprezentacji zadebiutował 24 marca 2016 w wygranym 2:1 meczu towarzyskim z Islandią. W 2018 został powołany na mistrzostwa świata.